# We Like to Party (Party Animals)
We Like to Party is de vierde single van de Party Animals en de eerste van hun tweede album Party@worldaccess.nl. Het nummer kwam uit in 1997 en stond 9 weken in de Nederlandse Top 40, waarvan 1 week op #6. Het nummer stond op #67 in de jaarlijst van 1997.

## Cd-single
1. We Like To Party (Flamman & Abraxas radio mix)
2. Used & Abused (Dominion '97 remix)
3. We Like It Dark
4. C'Mon Everybody (DJ Jordens 2nd Coming)
5. Roodkapje

## Hitnotering
| "We Like To Party" in de Nederlandse Top 40 | "We Like To Party" in de Nederlandse Top 40 | "We Like To Party" in de Nederlandse Top 40 | "We Like To Party" in de Nederlandse Top 40 | "We Like To Party" in de Nederlandse Top 40 | "We Like To Party" in de Nederlandse Top 40 | "We Like To Party" in de Nederlandse Top 40 | "We Like To Party" in de Nederlandse Top 40 | "We Like To Party" in de Nederlandse Top 40 | "We Like To Party" in de Nederlandse Top 40 | "We Like To Party" in de Nederlandse Top 40 |
| Week                                        | 1                                           | 2                                           | 3                                           | 4                                           | 5                                           | 6                                           | 7                                           | 8                                           | 9                                           |                                             |
| ------------------------------------------- | ------------------------------------------- | ------------------------------------------- | ------------------------------------------- | ------------------------------------------- | ------------------------------------------- | ------------------------------------------- | ------------------------------------------- | ------------------------------------------- | ------------------------------------------- | ------------------------------------------- |
| Nummer                                      | 11                                          | 6                                           | 9                                           | 10                                          | 13                                          | 17                                          | 25                                          | 29                                          | 39                                          | uit                                         |